# Прибалтийский фронт
Прибалтийский фронт (10—20 октября 1943 года) — фронт РККА во время Великой Отечественной войны, действующий на прибалтийском направлении.

## История
Образован 10 октября 1943 года на северо-западном направлении на основании директивы Ставки ВГК от 1 октября 1943 года на базе полевого управления Брянского фронта (3-го формирования).
Основной задачей фронта была подготовка наступления для разгрома немецкой группы армий «Север».
20 октября 1943 года на основании приказа Ставки ВГК от 16 октября 1943 года фронт переименован во 2-й Прибалтийский фронт.

## Состав
- 3-я ударная армия
- 6-я гвардейская армия
- 11-я гвардейская армия
- 11-я армия
- 22-я армия
- 15-я воздушная армия
- 20-я армия (с 15-го октября)

## Командование

### Командующий
- генерал армии М. М. Попов (10—20 октября 1943).

### Член Военного совета
- генерал-лейтенант Л. З. Мехлис (10—20 октября 1943).

### Начальник штаба
- генерал-майор Н. П. Сидельников (10—20 октября 1943).

## Газета
Выходила газета «На разгром врага». Редактор — полковник Александр Михайлович Воловец.